# Familles à vendre
Pour plus de détails, voir Fiche technique et Distribution.
Familles à vendre (Бедные родственники) est un film russe réalisé par Pavel Lounguine, sorti en 2005.

## Fiche technique
- Titre original : Бедные родственники, Bednye Rodstvenniki
- Titre français : Familles à vendre
- Réalisation : Pavel Lounguine
- Scénario : Guennadi Ostrovski
- Directeur de la photographie : Mikhaïl Kritchman
- Musique : Michel Arbatz, Youval Micenmacher, Roche Havet
- Décor : Sergueï Brjestovski
- Pays d'origine :  Russie
- Format : couleur - 35 mm - Dolby Digital
- Genre : comédie noire
- Durée : 103 minutes
- Date de sortie : 2005

## Distribution
- Constantin Khabenski : Edik
- Léonid Kanevski : Baroukh
- Sergueï Garmach : Yacha
- Natalia Koliakanova : Regina
- Esther Gorintin : Esther
- Otto Tausig : Samuel
- Miglen Mirtchev : Andrew
- Grégoire Leprince-Ringuet : Marc-Yves
- Marina Goloub : Bella
- Daniil Spivakovski : Tsaussami
- Alexandre Iline : le maire
- Piotr Soldatov : Grandpa Gritsyne
- Elena Garibina : la mère d'Aliona
- Evguenia Dmitrieva : Olga
- Mikhaïl Poryguine : Miroslav
- Pavel Vichniakov : Veniamine

## Distinctions
- 2005 : Prix spécial du Jury et prix François Chalais du Meilleur scénario du Festival du cinéma russe à Honfleur